# Wang Ying
Wang Ying (kinesiska: 王颖), född den 31 december 1968, är en kinesisk softbollspelare.
Hon tog OS-silver i samband med de olympiska softboll-turneringarna 1996 i Atlanta.